# 劉崇一
劉崇一（？年—1938年2月）。河北省武強縣人。他為抗日戰爭期間陣亡的中國軍方高級將領之一。

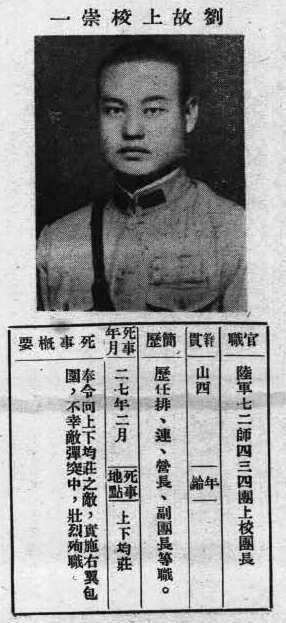
《抗戰軍人忠烈錄》（第一輯）中的劉崇一烈士遺像

## 生平
任陸軍第72師434團上校團長。1938年2月，率部阻擊日軍於晉西隰縣石口一線。在敵分三路猛撲陣地的危急關頭，率部從右翼包抄日軍，不料正與側翼迂迴的敵軍遭遇，激戰殉國。